# Barry Fitzgerald

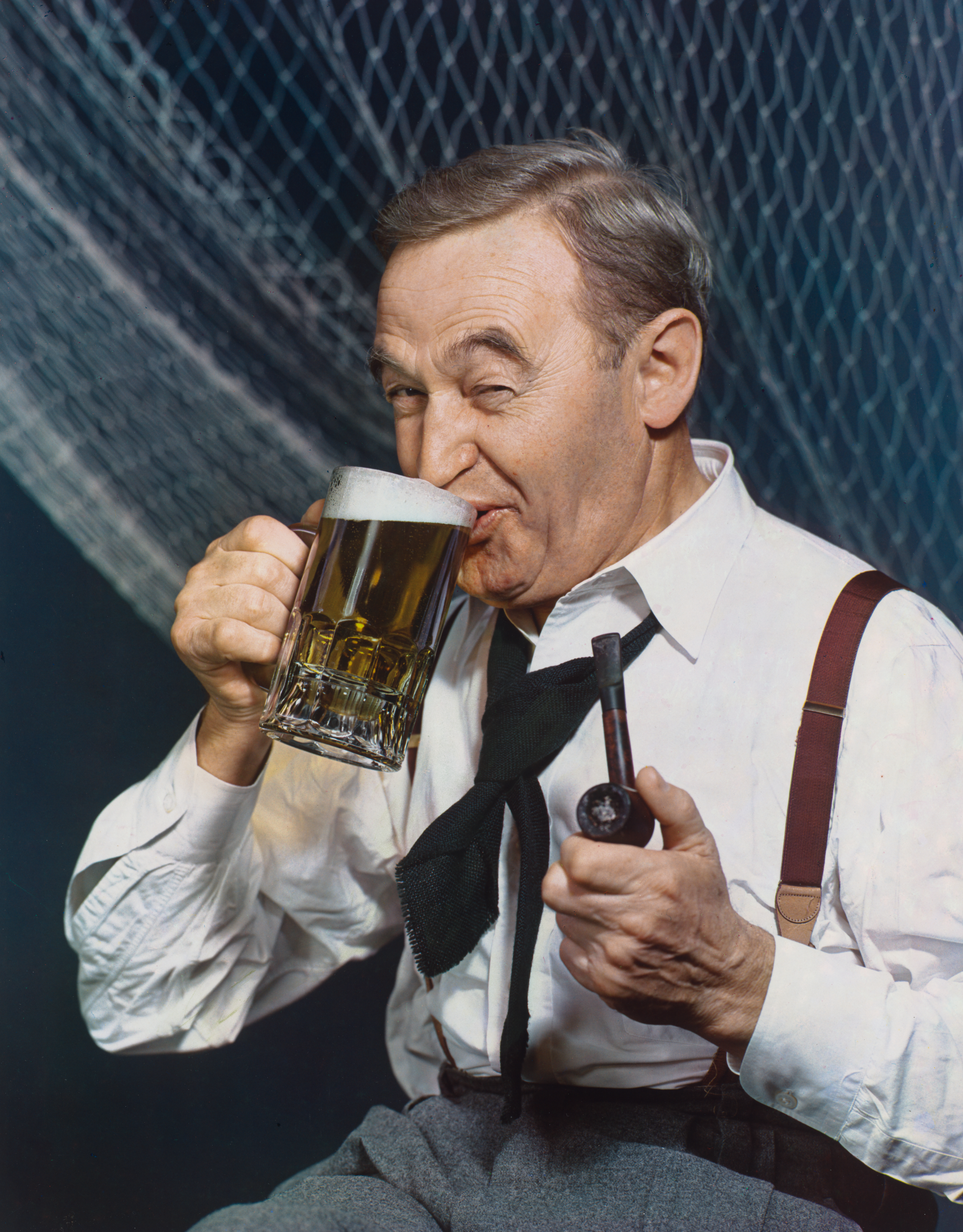
Barry Fitzgerald (1947)

Barry Fitzgerald (eigentlich William Joseph Shields; * 10. März 1888 in Dublin; † 14. Januar 1961 ebenda) war ein irischer Schauspieler. 1944 gewann er für seine Darstellung des Pfarrers Fitzgibbon in Der Weg zum Glück den Oscar als bester Nebendarsteller.

## Leben

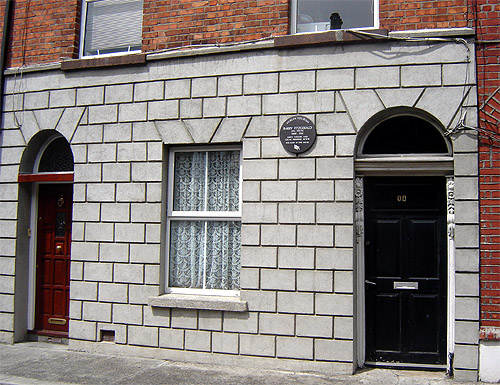
Geburtshaus Fitzgeralds, Walworth Road, Portobello, Dublin

Barry Fitzgerald wurde in eine irisch-protestantische Familie in Dublin geboren. Der mit 1,57 Metern recht kleingewachsene Fitzgerald arbeitete zunächst als Beamter, bevor er seine Karriere als Schauspieler Anfang der 1920er-Jahre am Abbey Theatre – dem irischen Nationaltheater – begann. Barrys jüngerer Bruder Arthur Shields arbeitete ebenfalls am Abbey Theatre als Schauspieler. 1930 gelang Barry Fitzgerald der Sprung auf die Leinwand mit der Verfilmung des Theaterstückes Juno and the Paycock von Sean O’Casey unter der Regie von Alfred Hitchcock. Dieser Film sollte für die nächsten sechs Jahre sein einziger bleiben. In der Zwischenzeit war er auch am Broadway zu sehen. 1936 gelang Fitzgerald mit Hilfe von John Ford und dessen Film The Plough and the Stars mit Barbara Stanwyck der Sprung nach Hollywood. Mit Ford sollte Fitzgerald während seiner folgenden Filmkarriere noch häufiger zusammenarbeiten.
Für den Charakterdarsteller folgten Filme wie der Screwball-Klassiker Leoparden küßt man nicht (1938) mit Fitzgerald als betrunkenem Gärtner sowie John Fords Kriegsfilm Der lange Weg nach Cardiff (1940), in dem er in der Rolle eines boshaften Stewarts auftrat. Fitzgerald spezialisierte sich auf die Darstellung des extrovertierten, meist komischen Kauzes; oftmals mit irischem Hintergrund. Durch seine markanten Nebenrollen erreichte er im Hollywood der 1940er-Jahre größere Bekanntheit. 1944 spielte Fitzgerald an der Seite von Bing Crosby in Der Weg zum Glück. Mit der Verkörperung des traditionellen, aber gutherzigen Father Fitzgibbon gelang ihm das in der Oscar-Geschichte einzigartige Kunststück, mit ein und derselben Rolle bei der Oscarverleihung 1945 in den Kategorien Bester Hauptdarsteller und Bester Nebendarsteller nominiert zu sein. Am Ende konnte Fitzgerald sich über die Trophäe als bester Nebendarsteller freuen.
Sein bekanntester Film nach diesem Erfolg war Der Sieger (1952). Dort spielte er an der Seite von John Wayne, Maureen O’Hara und seines Bruders Arthur Shields erneut unter der Regie von John Ford. In den 1950er-Jahren war der Schauspieler auch vermehrt im aufkommenden US-Fernsehen in Gastrollen zu sehen. Seine letzte Leinwandrolle hatte Fitzgerald in Broth of a Boy im Jahr 1959, anschließend kehrte er nach Dublin zurück. Fitzgerald war nie verheiratet und hatte keine Kinder. Er starb im Jahr 1961 im Alter von 72 Jahren und wurde auf dem Deansgrange Cemetery südlich von Dublin beigesetzt.
Barry Fitzgerald wurde mit zwei Sternen auf dem Hollywood Walk of Fame verewigt.

## Filmografie (Auswahl)
- 1924: Land of Her Fathers
- 1930: Juno and the Paycock
- 1936: Der Pflug und die Sterne (The Plough and the Stars)
- 1937: Die Insel der verlorenen Schiffe (Ebb Tide)
- 1938: Vier Mann – ein Schwur (Four Men and a Prayer)
- 1938: Marie-Antoinette (Marie Antoinette)
- 1938: Leoparden küßt man nicht (Bringing up Baby)
- 1938: Pacific Liner
- 1940: Der lange Weg nach Cardiff (The Long Voyage Home)
- 1940: San Francisco Docks
- 1941: Der Seewolf (The Sea Wolf)
- 1941: Schlagende Wetter (How Green Was My Valley)
- 1941: Tarzans geheimer Schatz (Tarzan’s Scret Treasure)
- 1943: The Amazing Mrs. Holliday
- 1943: Two Tickets to London
- 1943: Korvette K 225 (Corvette K-225)
- 1944: Der Weg zum Glück (Going My Way)
- 1944: I Love a Soldier
- 1944: None But the Lonely Heart
- 1945: Das letzte Wochenende (And Then There Were None)
- 1945: Incendiary Blonde
- 1945: Duffy's Tavern
- 1945: The Stork Club
- 1946: In Ketten um Kap Horn (Two Years Before the Mast)
- 1947: California
- 1947: Easy Come, Easy Go
- 1947: Mit Gesang geht alles besser (Welcome Stranger)
- 1947: Mädchen für Hollywood (Variety Girl) (Cameo)
- 1948: Stadt ohne Maske (The Naked City)
- 1948: The Sainted Sisters
- 1948: Miss Tatlock’s Millions
- 1949: Diebstahl in Irland (Top o’ the Morning)
- 1949: The Story of Seabiscuit
- 1950: Menschen ohne Seele (Union Station)
- 1951: Die silberne Stadt (Silver City)
- 1952: Der Sieger (The Quiet Man)
- 1954: Ein neuer Geist auf Schloß Rathbarney (Happy Ever After)
- 1956: Mädchen ohne Mitgift (The Catered Affair)
- 1958: Rooney
- 1959: Der 110. Geburtstag (Broth of a Boy)